# Someday (Michael Learns to Rock)
Someday è un singolo del gruppo musicale danese Michael Learns to Rock, pubblicato il 14 agosto 1995 come primo estratto dal terzo album in studio Played on Pepper.

## Video musicale
Il videoclip è stato girato a Bali in Indonesia, dove il gruppo canta nella spiaggia di Padang-Padang.